# 上田重秀
上田 重秀（うえだ しげひで）は、江戸時代前期の旗本。
父・上田重安は関ヶ原の戦いで西軍に属して除封された後、縁戚の浅野幸長に仕え、大坂の陣において浅野長晟配下として従軍、戦功を挙げた。重安は浅野家に家老として仕えていたため、重秀は江戸幕府に浅野家の人質として留め置かれた。
徳川将軍家より父・重安に江戸へ直臣として出仕するよう命が下ったが、代わりに嫡子である重秀が寛永9年（1632年）に父の戦功により旗本として幕府に召し出された。当初は蔵米であったが、寛永12年（1635年）、近江国野洲郡内8村、5000石を拝領。野洲郡服部村（現・守山市服部町）に平城造の服部陣屋（服部城）を築き、家老を派遣し領内を治めた。
寛永14年（1637年）、島原の乱に従軍。寛文元年（1661年）、70歳で病没。
家督は堀秀嵩に嫁いだ娘のもうけた子・重則が継いだ。子孫は幕府の上級旗本として続いた。